# 조지 밴크로프트

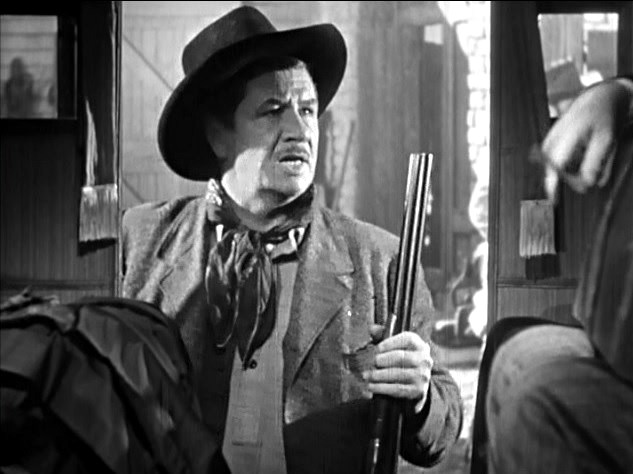

조지 밴크로프트(George Bancroft, 1882년 9월 30일 ~ 1956년 10월 2일)는 미국의 배우, 장교, 연극 배우, 영화배우이다.
필라델피아에서 태어났으며 샌타모니카에서 사망하였다.

## 영화
- 텍사스 (1941년)
- 달톤 4형제 (1940년) - 케일럽 원터스 역
- 북서 기마 순찰대 (1940년)
- 젊은 톰 에디슨 (1940년)
- 역마차 (1939년)
- 서브마린 패트롤 (1938년)
- 더럽혀진 얼굴의 천사 (1938년)
- 천금을 마다한 사나이 (1936년)
- 파라마운트 온 퍼레이드 (1930년)
- 썬더볼트 (1929년)
- 뉴욕의 선창 (1928년)
- 암흑가 (1927년)